# Лебеденко, Александр Александрович

Удостоверение скульптора №146

Медаль «За отвагу» отец Александр Петрович Лебеденко

Александр Александрович Лебедко (17 июня 1931, Ростов-на-Дону — 19 ноября 1988, там же) — скульптор.

## Биография
Лебеденко Александр Александрович  скульптор Мемориала славы (Чалтырь) в Ростовской области. Он был открыт к дню Победы в мае 1987 года.  Приказом  от 31.12.02 № 124 мемориал отнесён к перечню выявленных объектов культурного наследия России.
Каждый год в день Победы жители города  приходят к мемориалу, чтобы  почтить минутой молчания память погибших в Великой Отечественной войне  и возложить цветы.
В Новочеркасском музее истории Донского казачества  представлены работы Лебеденко Александра Александровича:

«1941» туф. 1970-е годы. 60х40х30 см.

«Конец русской монархии» гипс. 1983 г. 220х190 см.

«Грозные годы» чугун. начало 1980-х. 44.5х18х17.5 см.

- «1941» туф. 1970-е годы. 60х40х30 см.

- «Конец русской монархии» гипс. 1983 г. 220х190  см.

- «Грозные годы» чугун. начало 1980-х. 44.5х18х17.5 см.

В кинотеатре Родина в Ростове-на-Дону было размещено Панно скульптора «15 Республик».

## Семья
Отец — Лебеденко Александр Петрович, 1905 г.р. Участвовал в Великой Отечественной войне. Медаль "За отвагу", дата подвига 10/03/1943. Место службы 868 сп 287 сд центрФ. Звание — младший сержант. Место призыва — Риддерский ГВК, Казахская ССР, Восточно-Казахстанская обл. г. Риддер. 
Жена — Лебеденко Людмила Калустовна.

Отец- Александр Петрович. Медаль "За отвагу", дата подвига 10/03/1943. Место службы 868 сп 287 сд центрФ. Воинское звание — младший сержант

Сын — Сергей Александрович Лебеденко.
Внуки: 
- Александр Сергеевич Лебеденко;

- Сергей Сергеевич Лебеденко;

- Анна Сергеевна Лебеденко.